# Dirigido por
Dirigido por —también escrito a veces como Dirigido por... o, simplemente, Dirigido— es una revista española especializada en cine.

## Orígenes
La revista fue fundada en 1972 por el crítico cinematográfico Edmond Orts. La portada del primer número estuvo dedicada al cineasta estadounidense Stanley Kubrick, y desde entonces la revista ha hecho siempre un especial hincapié en la figura del director como principal responsable del proceso creativo.

## Difusión
Dirigido por es una revista de periodicidad mensual (publica once números al año) editada por la empresa Dirigido Por, S.L., cuyo presidente es Angel Fabregat. En 2007 tenía una tirada de entre 12.000 y 15.000 ejemplares mensuales. Dirigido por recibe además una ayuda del Ministerio de Cultura para su difusión en bibliotecas, centros culturales y universidades de España.

## Colaboradores
El coordinador general de la revista es el escritor y crítico cinematográfico Tomás Fernández Valentí. Entre los colaboradores figuran:
José María Latorre, Quim Casas, Ramon Freixas, Carlos Balagué, Gabriel Lerman, Jordi Bernal, Esteban Hernández, Rafel Miret, Antonio Castro, Antonio José Navarro, Javier Coma, Carlos García Brusco, Tonio L. Alarcón, José Enrique Monterde, Israel Paredes, Joan Padrol, Jaume Genover, Roberto Alcover Oti, Diego Salgado, Raúl Acín, Aurélien Le Genissel, Héctor G. Barnés, Juan Carlos Vizcaíno, Beatriz Martínez, Gerard Casau.